# Sulpicia (moglie di Quinto Fulvio Flacco)
Sulpicia (fl. II secolo a.C.) fu la moglie del politico e militare romano Quinto Fulvio Flacco.

## Biografia
Figlia di Servio Sulpicio Patercolo, Sulpicia fu una delle cento matrone romane prese in considerazione per consacrare il nuovo tempio a Venere Verticordia, fatto erigere per ottenere il perdono e il favore della dea dopo che le vestali Emilia e Licina erano state sorprese in intimità con degli amanti.
Seguendo le indicazioni dei Libri sibillini, dieci delle donne furono scelte ed esaminate per determinare chi di loro fosse la più casta e virtuosa. La scelta ricadde su Sulpicia, che consacrò il nuovo tempio alla dea.

## Nella cultura successiva
La castità di Sulpicia divenne proverbiale nella cultura romana e poi medievale, tanto da venir ricordata da Giovanni Boccaccio nel De mulieribus claris.